# 沙马雷
沙马雷（法語：Chamaret，法語發音：[ʃamaʁɛ]）是法国德龙省的一个市镇，位于该省西南部，属于尼永斯区。

## 地理
沙马雷（44°23'47"N, 4°52'58"E）面积7.79 平方千米，位于法国奥弗涅-罗讷-阿尔卑斯大区德龙省，该省份为法国东南部内陆省份，北起顺时针与伊泽尔省、上阿尔卑斯省、上普罗旺斯阿尔卑斯省、沃克吕兹省和阿尔代什省接壤。
与沙马雷接壤的市镇（或旧市镇、城区）包括：尚特梅勒-莱格里尼昂、科隆泽勒、格里尼昂、洛宗河畔蒙塞居尔。

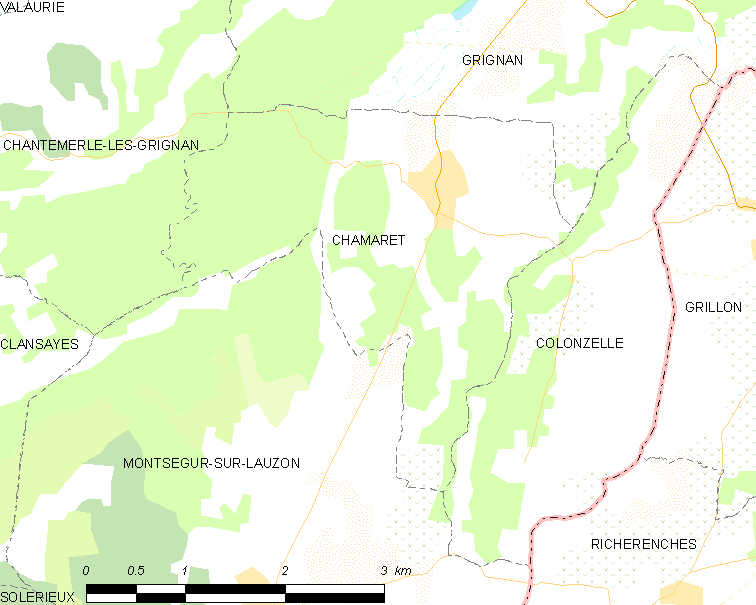
沙马雷的OSM定位图

沙马雷的时区为UTC+01:00、UTC+02:00（夏令时）。

## 行政
沙马雷的邮政编码为26230，INSEE市镇编码为26070。

## 政治
沙马雷所属的省级选区为格里尼昂县。

## 人口

1962-2008年间沙马雷人口变化图示

沙马雷于2022年1月1日时的人口数量为527人。